# Scar (DC Comics)
Scar è un personaggio dell'Universo DC Comics. È una supercriminale, che compare per la prima volta come Guardiano dell'Universo senza nome in Green Lantern n. 25 (dicembre 2007) e viene nominata per la prima volta in Origin and Omens del febbraio 2009.

## Premessa
Scar era una dei Guardiani dell'Universo. Un attacco dell'Anti-Monitor le lasciò un'evidente cicatrice distintiva sul lato destro del volto. Successivamente, cominciò a discostarsi dalla personalità mite tipica della sua razza. Fu descritta come oscura, militarista ed affascinata dal potere della morte. I suoi occhi, che solitamente avevano il simbolo del Corpo delle Lanterne Verdi nelle pupille, contenevano invece il simbolo del Corpo che le si trovava vicino (per esempio, le sue pupille mostravano il simbolo dei Sinestro Corps quando informò questi dell'imminente esecuzione di Sinestro). Cominciò ad incoraggiare il Corpo delle Lanterne Verdi a prendere una posizione più aggressiva nell'imminente Guerra della luce.

## Biografia del personaggio

### Sinestro Corps War
Durante la guerra contro i Sinestro Corps, Scar fu uno dei Guardiani che destituì la profezia della notte più profonda scoperta da Abin Sur dai Five Inversion. Bruciò le pagine che annotavano la profezia, d'accordo con gli altri Guardiani che fosse solo una bugia diffusa dai loro nemici, e bandirono Ganthet e Sayd dal Consiglio. Durante l'attacco dell'Anti-Monitor a New York, Scar fu uno dei Guardiani che tentò di difendere la città dalla malvagia entità. Fu una delle vittime dell'attacco, infatti fu sfregiata dall'attacco di Anti-Monitor, cosa che tenne nascosto ai suoi confratelli, ed ottenne il soprannome di Scar (dall'inglese, cicatrice) a causa di un contatto con le sue mani. L'Anti-Monitor, ferito mortalmente dall'attacco dei Corpi, fu gettato nello spazio da Superman Prime poco dopo. Dopo la Guerra, Scar ne fece cercare il corpo alle Lanterne Ash e Saarek.

### Origins and Omens
Durante febbraio 2009, Scar comparve come narratrice delle storie nei fumetti della DC Comics di Origins and Omens. Sconosciuto ai suoi colleghi Guardiani, Scar cominciò a visitare delle locazioni segrete su Oa per riflettere sul futuro del Corpo e rivelare a sé stessa di essere la custode di un libro misterioso conosciuto solo come Il Libro del Nero, che sembrò essere una controparte del Libro di Oa, come il Libro di Parallax. La sua introduzione nel Libro diceva "la sua anima ora marcisce nell'oscurità" a causa della sua ferita. In ognuna delle storie utilizzava una melma nera utilizzata solitamente dai membri del Corpo delle Lanterne Nere, per illustrare eventi futuri e rivisitare le origini dei personaggi post-Crisi finale scritte nel Libro.

### Agente Arancione
Quando l'Agente Arancione accusò i Guardiani di essere trapassati nel settore Vega, Scar distrusse il costrutto che portava il messaggio, affermando che il Corpo delle Lanterne Verdi non negoziava con i terroristi. Quindi propose una nuova legge: che il settore Vega non fosse più al di fuori della giurisdizione del Corpo, e che i Guardiani avrebbero dovuto giocare un ruolo più attivo nella Guerra di Luce. Nel frattempo, Saarek ed Ash scoprirono la Batteria delle Lanterne Nere sul pianeta-cadavere Ryut e furono attaccati da ciò che vi "viveva".

### Emerald Eclipse
Scar cominciò segretamente un'evasione di massa dalle celle di Oa, rilasciando le Lanterne Rosse e disattivando il campo di forza che conteneva gli anelli del potere dei membri catturati dei Sinestro Corps. Utilizzò anche la sua influenza come Guardiano per evitare che Sodam Yat utilizzasse il potere di Ion mentre combatteva i Sinestro Corps su Daxam. Quando Lyssa Drak scoprì il Libro del Nero, Scar la imprigionò tra le sue pagine. Quindi utilizzò il suo sangue per dipingere il simbolo del Corpo delle Lanterne Nere sul muro della caverna, facendo sì che la parte esterna della Batteria del Potere Centrale si sfracellasse. Dopo la ricattura degli evasi, i Guardiani fecero uccidere parecchi prigionieri dalle Lanterne Alpha, mentre Scar affermava che il Corpo doveva essere "più vento e meno cuore" al fine di vincere la Guerra di Luce, e riassegnando Guy Gardner e Kyle Rayner alla Terra dopo che contestarono il decreto dei Guardiani.
Sconosciuto ai Guardiani, ciò che Scar voleva effettivamente erano altri corpi per il Corpo delle Lanterne Nere.

### La notte più profonda
Il numero speciale del Free Comic Book Day, Blackest Night n. 0, la nominò Guardiano del Corpo delle Lanterne Nere. Reclutò di persona Mano Nera dopo che questi si suicidò e lo dichiarò incarnazione del Corpo delle Lanterne Nere. Mentre gli anelli neri facevano il loro viaggio nell'universo, i Guardiani tentarono di istituire un "codice segreto" per richiamare le Lanterne Verdi su Oa. Prima che potessero inviare il segnale, Scar si rivelò per la traditrice che era e attaccò gli altri Guardiani, addirittura strappando il cuore di uno di questi. Scar imprigionò quindi i Guardiani in un liquido nero espulso dalla sua stessa bocca. Scar spiegò ai prigionieri che era morta il giorno dell'attacco di Anti-Monitor, e che attraverso la sua morte era riuscita ad entrare in contatto con Nekron: loro antico nemico ed impersonificazione della Morte. Continuò spiegando che l'unico modo di portare ordine nell'universo era di distruggere tutte le emozioni e di conseguenza tutta la vita. Scar portò i suoi prigionieri sul pianeta Ryut, casa della Batteria Nera del Potere Centrale, e indossò un nuovo costume (una veste grigia e bianca con sopra il simbolo del Corpo delle Lanterne Nere).
Quando il potere del Corpo delle Lanterne Nere raggiunse il 100%, Scar trasportò sé stessa, i Guardiani, e la Batteria Nera del Potere Centrale a Coast City. Qui, Nekron riuscì finalmente ad entrare nella dimensione principale in cui avevano luogo gli eventi dell'Universo DC. Durante la battaglia che si scatenò dopo l'arrivò di Nekron, Scar fu apparentemente distrutta dagli sforzi combinati di Atrocitus, Larfleeze, Sinestro, Hal Jordan, Saint Walker, Indigo-1, Carol Ferris, Ganthet e Sayd.